# Ян де Брейне
Ян де Брейне (нід. Jan de Bruine, 15 липня 1903 — 4 квітня 1983) — нідерландський вершник.
Срібний призер Олімпійських Ігор 1936 року в командному конкурі, учасник 1948 року.